# 菊地剛介
菊地 剛介（きくち ごうすけ、1980年4月6日 - ）は、日本の元キックボクサー。北海道出身。身長168cm、体重63kg。伊原道場所属。第2代新日本キックボクシング協会バンタム級王者。第3代・第5代新日本キックボクシング協会フェザー級王者。

## 来歴
1999年3月新日本バンタム級タイトルマッチで謙介にＫＯ勝ちし、新日本キックボクシング協会バンタム級王座を獲得した。
1999年12月、パヤックレックに判定負け。
2000年1月、ウェーンペットに判定勝ち。2000年12月、パヤックレックに判定負け。
2001年1月、小川和宏に負け日本人に初敗戦。2001年10月、サックニランに判定勝ち。2001年12月、ダオチャイに判定負け。
2002年1月、小川和宏との再戦で判定ドロー。2002年12月、ヨックキアオに判定負け。
2003年3月23日、新日本キックボクシング協会フェザー級王者小出智に勝利し王座獲得に成功し2階級制覇。
2003年3月から2004年9月まで10連勝。
2003年12月、エラカートにＫＯ勝ち。
2004年4月、大野信一郎に判定勝ち。2004年7月、ワンチャナに判定勝ち。
2004年11月6日、北九州メディアドームで行われた「TITANS 1st」でジョムトーン・チュワタナとK1ルールで対戦し、3回判定負けを喫した。2005年10月、ノッパチャイに判定ドロー。
2006年3月26日、大野信一朗に敗れ新日本キックボクシング協会フェザー級、2階級制覇する前のバンタム級時代の時も入れれば7年ぶりに王座から陥落した。日本人に5年ぶり2回目の敗戦、タイトルマッチでは日本人に初敗戦。
2006年4月、ＴＵＲＢＯに判定勝ち。
2006年10月22日、大野信一朗の王座返上に伴い行われた新日本キックボクシング協会フェザー級王座決定戦を小原に判定勝ちで制し王座に返り咲いた。
2007年3月、チョンブートンにＫＯ勝ち。

## 戦績
57戦43勝（17KO）7敗9分